# Grotte di Alghero

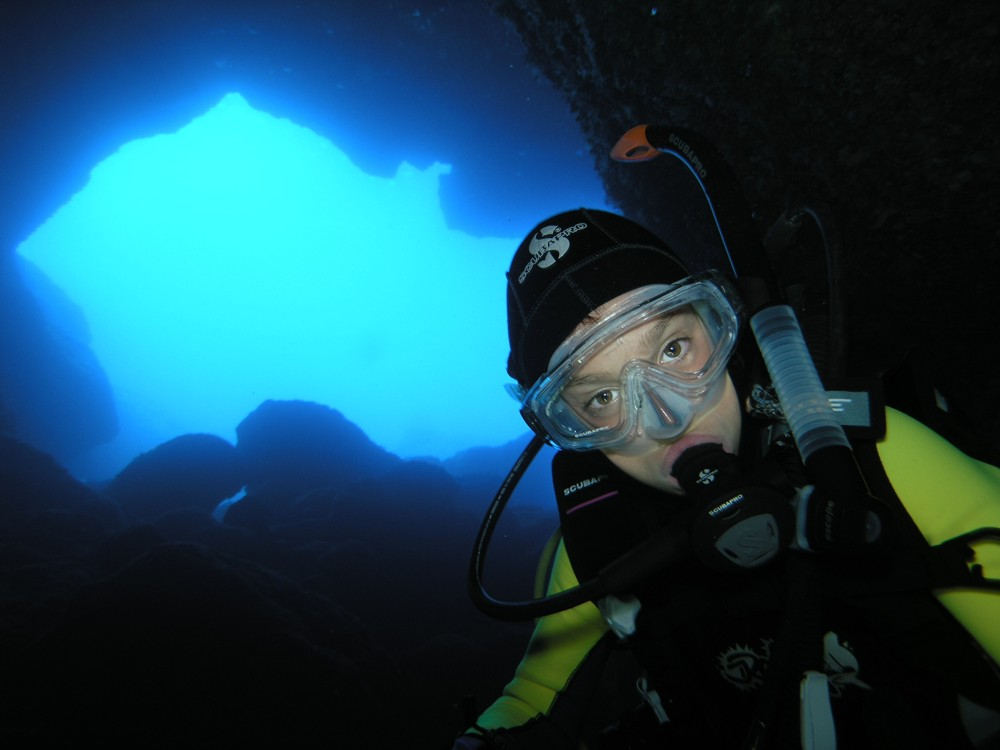
Grotta di Nereo.

Le grotte di Alghero sono un numeroso insieme di grotte e caverne che traggono la loro origine dalla natura calcarea delle rocce entro le quali si sviluppano e formatesi per il fenomeno di Carsismo, ed ubicate nell'estremità nord-occidentale della Sardegna a nord di Alghero, città affacciata sull'omonima rada.  Grazie alle caratteristiche mineralogiche delle sue rocce la località ospita numerosi sistemi carsici ed un numero relativamente grande di grotte, sia terrestri che marine, sia di superficie che sommerse, localizzate nella zona di Porto Conte, prevalentemente nei promontori di Capo Caccia e Punta Giglio, dove sussiste la maggiore concentrazione all'interno delle alte falesie che si protraggono per circa 10 km di costa. Alcune si trovano nell'interno come quella presso la borgata di Maristella, e presso il Monte Doglia, dove sui fianchi di questa montagna, che domina con la sua altezza tutta la zona a differenza delle varie altre grotte che si stendono prevalentemente in sezione orizzontale qui si sono formati dei pozzi profondi anche 100 m
L'origine della formazione ed in seguito la collocazione geografica delle rocce calcaree che caratterizzano il luogo, così come le altre vulcaniche e di tutto il territorio della Sardegna, nonché della Corsica e delle Baleari, facenti parte della Placca iberica, e dovuta alla ben nota deriva dei continenti che in particolare ha interessato gli spostamenti nel corso di ca 20/30 milioni di anni del Blocco sardo-corso, che in origine era collegato alla costa del sud della Francia e nord della Spagna.
Ed infatti le rocce calcaree della costa del nord-ovest della Sardegna sono simili a quelle della Provenza, dove allo stesso modo nella zona nota come i Calanchi di Marsiglia (Les Calanques), e delle Isole Baleari, dove sono presenti le stesse caratteristiche geomorfologiche con presenza di numerose grotte sia di superficie, che sommerse e di cui in Francia la più famosa è la Grotta Cosquer.
Il numero di grotte di Alghero attualmente scoperte si aggira in circa 50 grandi grotte ed almeno 300 piccole grotte. Tra tutte la più vasta e famosa, perché facilmente accessibile e percorribile, è la Grotta di Nettuno, visitata ogni giorno nel periodo estivo da migliaia di persone. Tra quelle sommerse la più importante, per essere tra l'altro considerata la più grande grotta marina sommersa del Mediterraneo e per la sua vasta concentrazione di forme di vita, è la Grotta di Nereo.
Le esplorazioni che hanno permesso di farle conoscere ed in seguito poterle studiare, mappare e registrare presso il Catasto speleologico regionale della Regione Sardegna, si sono succedute inizialmente grazie ad appassionati esploratori e successivamente, con la creazione delle varie associazioni speleologiche da speleologi addestrati. In particolare in questa area hanno prevalentemente operato i due storici gruppi speleologici locali, il Grup Espeleològic Alguères ed il Gruppo Speleologico Sassarese, affiliati alla Società Speleologica Italiana. In ambito subacqueo le scoperte si devono ad appassionati subacquei che ad iniziare dai primi anni '50 del secolo passato, con la possibilità di fruire delle prime moderne attrezzature subacquee, iniziarono a frequentare la parte sommersa delle falesie, soprattutto alla ricerca di pesci, crostacei e del pregiato corallo rosso, di cui le grotte sommerse erano ricchissime e successivamente grazie anche alla grande diffusione delle attività subacquee e con l'avvento dei centri di immersione è stato possibile poterle esplorare integralmente per cui sono diventate anche una attrazione di tipo turistico.

## Elenco delle Grotte
L'elenco di tutte le numerose grotte della zona di Alghero sarebbe molto lungo e per cui per poter analizzare le relative schede descrittive ed i rilievi è possibile consultare il Catasto Speleologico Regionale della Sardegna. I nomi con cui le grotte sono accatastate spesso non corrispondono a quelle di uso comune per cui nell'elenco che segue sono menzionate quelle più grandi e conosciute con i nomi riportati.

## Grotte di superficie
- Grotta di Nettuno[6]
- Grotta dell'Altare (o Grotta Verde)[7]
- Grotta dei Pizzi e Ricami
- Grotta della Dragunara

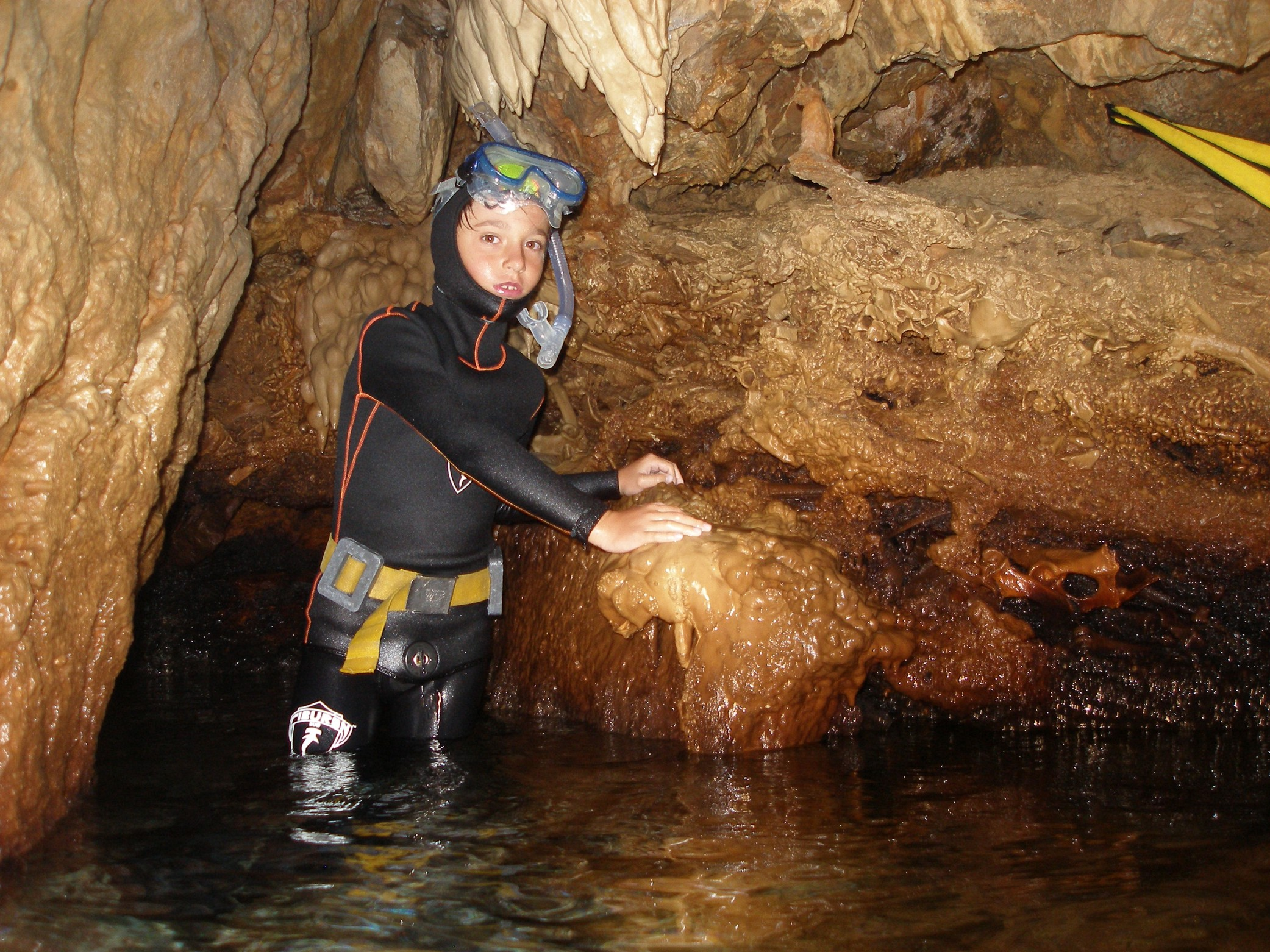
La Grotta dei Cervi.

- Grotta dei Colombi (Isola Foradada) Parte aerea[8]
- Grotta GEA (Group Espeleologic Algueres)
- Grotta di Maristella
- Grotta del Dasterru (Punta Giglio)
- Grotta del Gaurra
- Grotta di Punta Giglio

## Grotte sommerse
Le grotte sommerse si sono formate durante le varie ere glaciali per cui come è noto queste si sono formate per erosione in ambiente aereo quando il livello dei mari, nel corso di ca 150.000 anni e con molteplici variazioni di livello era fino a ca -110 metri sotto quello attuale. In seguito per effetto dello scioglimento dei ghiacci il livello è risalito ed attualmente queste si trovano ad essere sommerse e quindi popolate dalle varie specie di flora e fauna marina. 

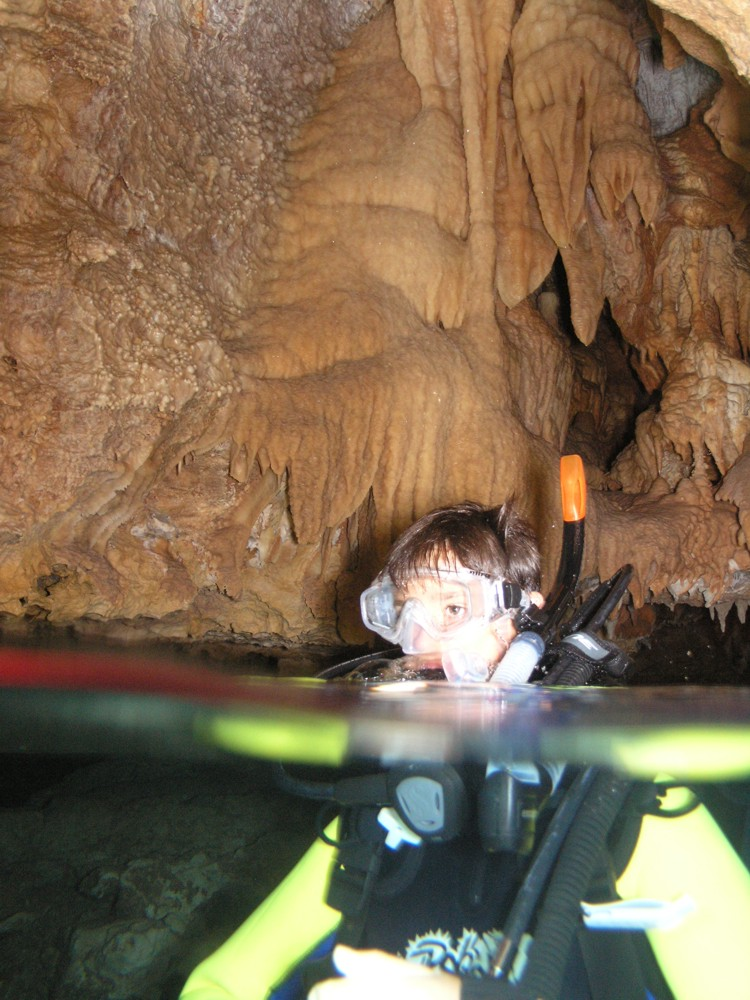
La Grotta dei Fantasmi.

### Grotte sommerse della zona di Capo Caccia
- Grotta di Nettuno (Parte sommersa)
- Grotta di Nereo
- Grotta della Madonnina
- Grotta del Tunnel
- Grotta del Sifone
- Grotta dei Colombi (Isola Foradada) Parte sommersa
- Grotta del Dolmen (Isola Foradada)
- Grotta del Cabirol
- Grotta dei Portici
- Grotta del Soffio o del Belvedere

### Grotte sommerse della zona di Punta Giglio

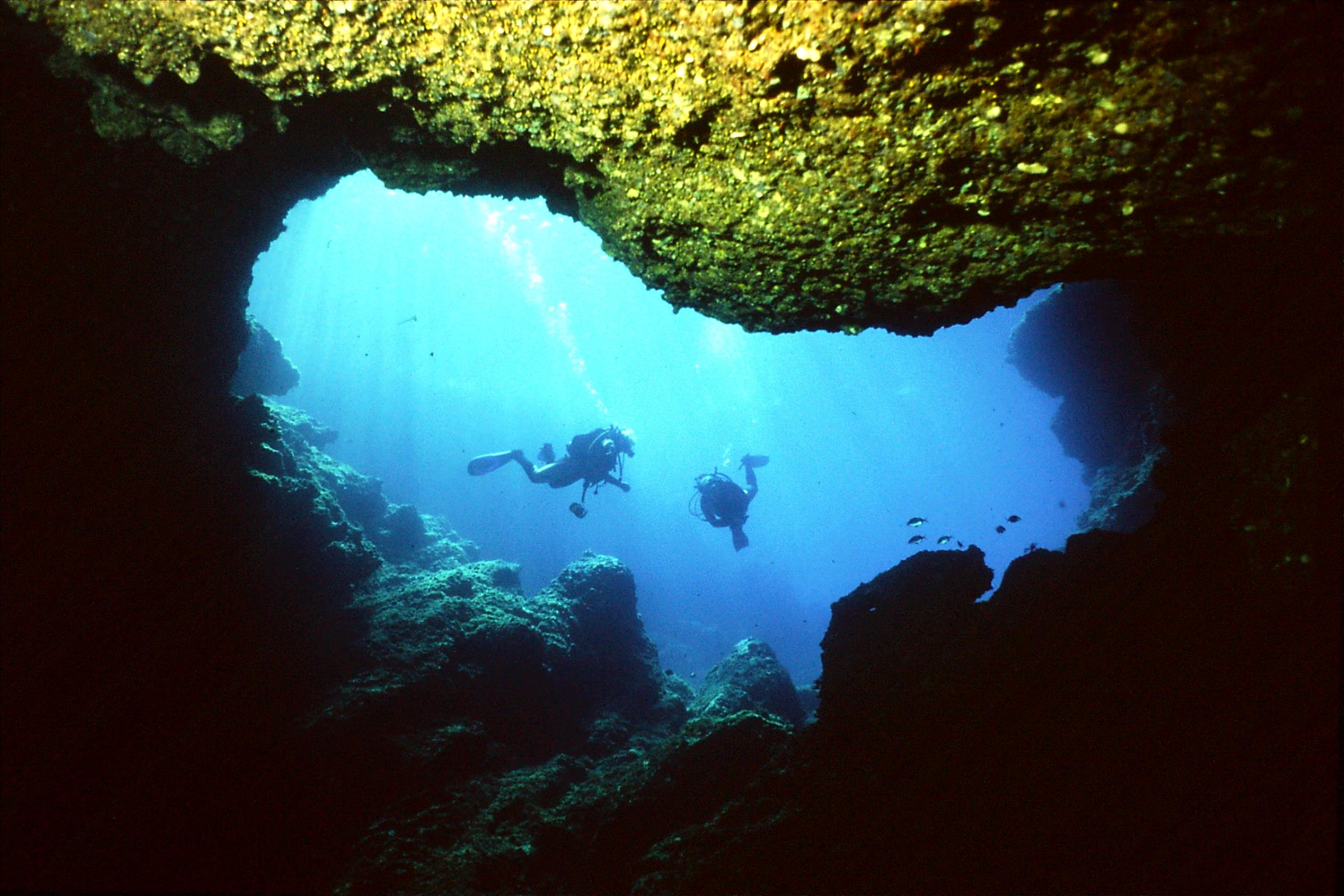
Un ingresso della grotta sommersa della Bramassa a Porto Conte

#### Zona sud
- Grotta dei Cervi (Alghero)
- Grotta dei Fantasmi
- Grotta delle Stalattiti
- Grotta del Laghetto
- Grotta delle Retepore
- Grotta di Anfitrite o di Falco
- Grottino delle magnoselle

#### Zona Nord
- Grotta del Pozzo
- Grotte della Bramassa

### Grotte della zona di Porto Agre
- Grotta delle Spigole
- Grotta Galatea
- Grotta del Corallo
- Grotta Ciprea
- Grotta dei Laghi

### Grotte della zona dell'Isola Piana
- Grotta del tunnel azzurro
- Grottini di Cala Barca
- Grottini di Cala Camposanto